# 祖山村太郎助
祖山村 太郎助（そやまむら たろすけ、生没年不詳）とは、江戸時代初期に砺波郡五箇山利賀谷組の代官職（十村）を務めた人物。苗字は岡部。
初代太郎助の引退後はその息子二代目太郎助が、更にその後は孫の三代目太郎助がそれぞれ跡を継いでおり、3代57年にわたって十村役を務めた。 

## 概要
祖山村太郎助の祖先は武蔵七党の猪俣党岡部忠綱とされ、22代政季の時に越中国の金屋村に移って九郎左右衛門を名のり、29代賀潤の時に祖山村岡部家の初代となったと伝えられる。
前田家加賀藩による五箇山統治が始まった時、加賀藩は瑞泉寺下梨道場（後の瑞願寺）の五ヶ山市助を代官（十村）として支配する形式を取った。天正13年（1585年）の初代五箇山市助の任命後、5代100年に渡って市助家は代官職を世襲したが、慶安4年（1651年）からは同格の十村として細嶋村源太郎が任命された。源太郎は五箇山東半（小谷・利賀谷,「利賀谷組」と呼ばれる）を、市助は五山西半（赤尾谷・上梨谷・下梨谷,「赤尾谷組」と呼ばれる）をそれぞれ統括し、これ以後五箇山を二分割して統治する体制が確立する。

### 初代太郎助
細嶋村源太郎が延宝5年（1677年）8月に役目を退いたとき、その地位を継いだのが祖山村太郎助である。赤尾谷組の方でも市助から松尾村与次兵衛に代替わしていたため、太郎助は主に与次兵衛と連携して十村職を務めた。
初代太郎助の時代の元禄3年（1690年）、池田田七らが祖山村に流刑となっているが、これは記録に残る最初の五箇山への流刑であった。
元禄4年（1691年）と同7年（1694年）には加賀藩が領内全域の物産調査を行い、調査結果を「元禄中農隙所作村々寄帳」にまとめている。五箇山東半は「祖山村太郎助与」として言及され、中折紙・塩硝・塩付ぜんまい・堅炭などが物産として挙げられるほか、大牧村の温泉についても言及されている。

### 二代目太郎助
正徳3年（1713年）12月に初代太郎助が引退した後、翌年の正徳4年（1714年）5月28日より地位を継いだのがその息子二代目太郎助であった。
正徳4年時点では太郎助家の持ち高は86石5勺であったと記録されている。また、享保15年と享保19年の戸数を比較した古文書が残っており、これによると15年時点では利賀谷組に410軒あったが、同19年時点では357軒となっている。戸数減少の内訳についても記載があり、走り百姓（逃亡）が5軒、死絶が7軒、41軒は奉公などで家を出たものと記録されている。
享保16年（1731年）4月4日に二代目太郎助は引退したが、なんらかの理由で約1年に渡って赤尾谷組の十村であった下梨村宅左衛門が一時的に利賀谷組の十村を兼任した。下梨村宅左衛門のように次の十村が決まるまで暫定的に十村役を担う者は「当分才許」と呼ばれていた。

### 三代目太郎助
下梨村宅左衛門の当分才許を経て、享保17年（1732年）6月16日より三代目太郎助が利賀谷組の十村となった。
享保17年中には下梨村宅左衛門とともに五箇山の地すべりに関する記録を郡奉行に提出しており、当時の五箇山では地すべりのことを「蛇喰」や「貝喰」と呼んでいたことが記されている。
享保19年（1734年）には「祖山村太郎助出来雑穀図り書」が作成されている。また、同年中には利賀谷組の蚕糸の年間生産高についても記録が残されている。
享保19年12月16日に三代目太郎助が引退した後、同年12月からは再び下梨村宅左衛門が「当分才許」を務めている。 その後、元文5年（1740年）7月13日からは岩渕村伊右衛門が利賀谷組の十村となったが、祖山村の大槻騒動によって失脚し、これ以後利賀谷には五箇山出身の十村は任命されなくなる。